# The Phantom Cowboy
The Phantom Cowboy es el sexto álbum de estudio de la banda de rock K's Choice. En lugar de desarrollar música y letras individualmente y luego reunirlas como lo hicieron en el pasado, los hermanos Sarah y Gert Bettens decidieron escribir la música y las letras juntas para este álbum. "Pensamos que sería divertido experimentar estando en una habitación y alimentándonos unos a otros", explica Sarah. "Resultó ser una gran decisión." Alain Johannes produjo el álbum. 
El 6 de febrero de 2015, K's Choice lanzó el primer sencillo, "Private Revolution". El 5 de febrero de 2015 se publicó un video de presentación para "Private Revolution". El video presenta un concierto y un video previo. Un video de la canción "Bag of Concrete" fue lanzado el 12 de junio de 2015. El 11 de septiembre de 2015, un video de la canción "Perfect Scar" fue lanzado en YouTube.

## Canciones
1. "As Rock & Roll As It Gets" (Bettens/Bettens) – 2:17
2. "Woman" (Bettens/Bettens) – 2:32
3. "Perfect Scar" (Bettens/Bettens) – 3:17
4. "Private Revolution" (Bettens/Bettens) – 2:02
5. "We Are the Universe" (Bettens/Bettens) – 3:16
6. "The Phantom Cowboy" (Bettens/Bettens) – 3:36
7. "Bag Full of Concrete" (Bettens/Bettens) – 3:14
8. "Come Alive" (Bettens/Bettens) – 1:54
9. "Gimme Real" (Bettens/Bettens) – 2:37
10. "Down" (Bettens/Bettens) – 2:28
11. "I Was Wrong About Everything" (Bettens/Bettens) – 2:55

## Personas
- Sarah Bettens - Voz, guitarra
- Gert Bettens -  Guitarra, teclados, drawing
- Eric Grossman - Bajo
- Koen Lieckens - Percusión

- Datos: Q21161103